# Мелиссани
Мелиссани (греч. Μελισσάνης) — пещерное озеро на восточном побережье греческого острова Кефалиния, в 2 км северо-западнее городка Сами.

## Геология и гидрогеология

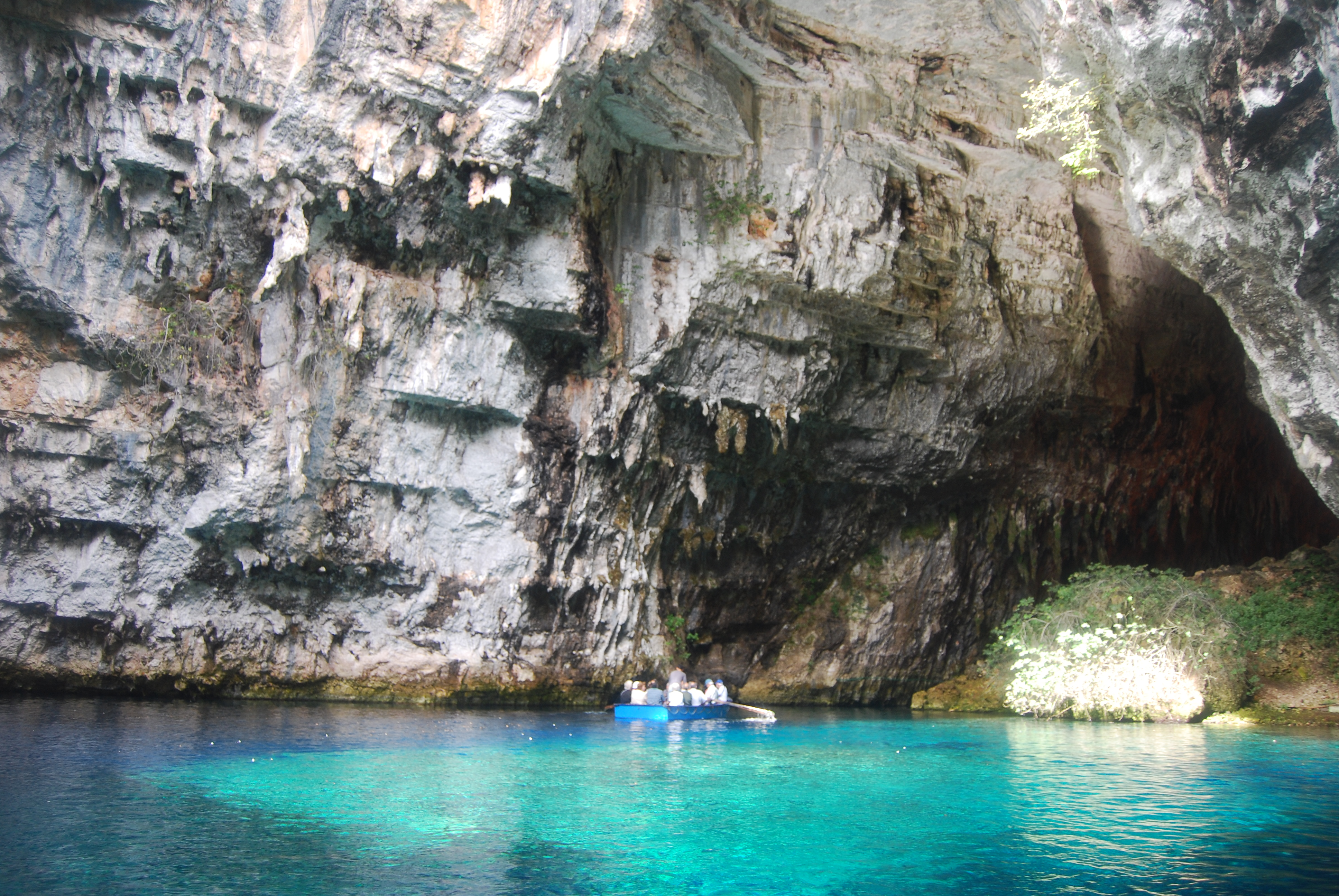
Пещера Мелиссани

Мелиссани относится к категории карстовых пещер. Купол пещеры обрушился предположительно около второго тысячелетия до н. э. Сталактиты и сталагмиты присутствуют в бо́льшей части пещеры. На дне пещеры и на глубине 20 метров от поверхности расположено подземное озеро. Глубины озера колеблются от 10 до 30 метров. Приблизительный возраст образования озера — 20 тысяч лет. Вода солоноватая, поскольку кроме пресной воды, поступающей с окружающих высот и атмосферы, озеро подпитываеся морской водой, поступающей с большой глубины. Огромные карстовые каналы озера изучены спелео-водолазами. Солоноватые воды озера, проходя через множество каналов, образуют прибрежные и подводные источники. Отток грунтовых вод пещеры Мелиссани выходит на пляж Фриди (бровь). Солоноватая вода озера является частью другого знаменитого гидрогеологического явления на острове: морская вода всасывается в воронки («катавотрес») в западной части острова, около столицы, города Аргостолион (в 13 км от озера) и выходит в заливе Сами Всасываемая в воронки морская вода многими столетиями используется жителями Аргостоли для привода в действие водных мельниц.

## Мифология и история

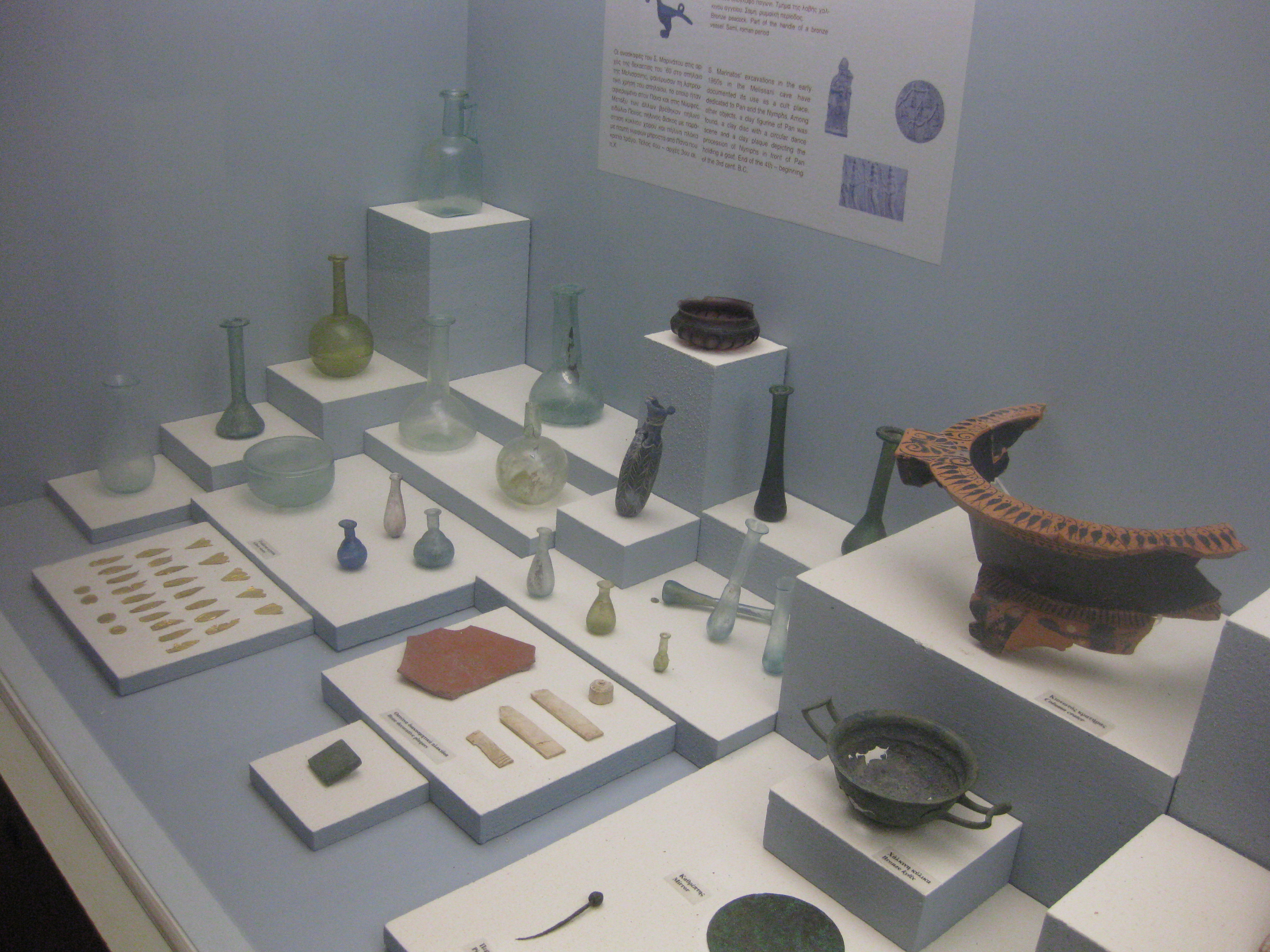
Находки археологических раскопок в пещере Мелиссани, произведенных археологом С. Маринатосом, Археологический музей Аргостолиона

Пещера с подземным озером Мелиссани образовалась более 20 тысяч лет назад. В древности местные жители считали озеро-пещеру местом обитания нимф.
Своему повторному открытию (1951) пещерное озеро Мелиссани обязано греческому спелеологу Я. Петрохилосу. Информация о том, что в древности пещера служила святилищем нимф, в некоторой степени, подтверждается находками раскопок, произведённых в пещере греческим археологом С. Маринатосом. Маринатос нашёл в пещере фигурку божества Пана и диск, на котором изображены танцующие нимфы.

## Сегодня
Пещера и озеро открыты для посещения. Для того чтобы обеспечить доступ к озеру, был пробит туннель до причала с прогулочными лодками.